# Мазепа Лешек Зигмундович
Ле́шек Зи́гмундович (Зигмунтович) Мазе́па (31 березня 1931, Стрий — 9 серпня 2016) — український музикознавець та педагог.

## Життєпис
З 1960 року — викладач Львівської консерваторії.
Автор музикознавчих праць «Консерваторія імені Миколи Лисенка», статей у збірниках й періодиці; музичних творів — «Польська сюїта», струнна сюїта, фортепіанні сонати, мініатюри; музика до театральних вистав.
Педагог Володимира Івасюка в Львівській консерваторії, лишив про нього спогади.
В 2005 році — співробітник інституту музики Ряшівського університету, завідувач відділом досліджень музичної культури етнічного прикордоння.
2010 року нагороджений Подякою Президента України — як делегат Установчого з'їзду Народного Руху України за перебудову від Львівщини, який відбувався у вересні 1989 року у Києві.
Помер 9 серпня 2016 року.

### Сім'я
Його дочка Тереса — також педагог Ряшівського університету, кандидат мистецтвознавства.
Серед робіт, у тому числі — спільно із дочкою:
- «Розвиток музичної освіти у Львові XV—XX століть» (1984);
- «Шлях до музичної академії у Львові: від доби міських музикантів до Консерваторії від початку XV століття—до 1939 року)» (Львів, 2003);
- «Наукові записки Львівської Державної Музичної Академії імені М. В. Лисенка» (Львів: «Сполом», 2007).